# Josep Lluís
Josep Lluís i Cortés (Badalona, 13 dicembre 1937 – Badalona, 4 ottobre 2018) è stato un cestista e allenatore di pallacanestro spagnolo.

## Carriera
Con la Spagna ha disputato i Giochi olimpici di Roma 1960 e quattro edizioni dei Campionati europei (1959, 1961, 1963, 1965).

## Palmarès

### Giocatore
- Campionato spagnolo: 4

Real Madrid: 1959-60, 1960-61, 1961-62
Joventut de Badalona: 1966-67
- Copa del Rey: 4

Real Madrid: 1960, 1961, 1962
Joventut de Badalona: 1969